# 伊利因卡 (阿斯特拉罕州)
伊利因卡（羅馬化：Ilʹinka）是俄罗斯阿斯特拉罕州的工人村（市级镇），属伊克里亚诺耶区，位于伏尔加河畔，在区行政中心伊克里亚诺耶东北方。
1996年设工人村。该地2021年有人口5,025人；2010年人口4,650；2002年人口4,633；1989年人口4,387。